# Kurdia nesterovi
Kurdia nesterovi är en insektsart som beskrevs av Boris Petrovich Uvarov 1916. Kurdia nesterovi ingår i släktet Kurdia och familjen vårtbitare. Inga underarter finns listade i Catalogue of Life.